# Lorenzo Monaco

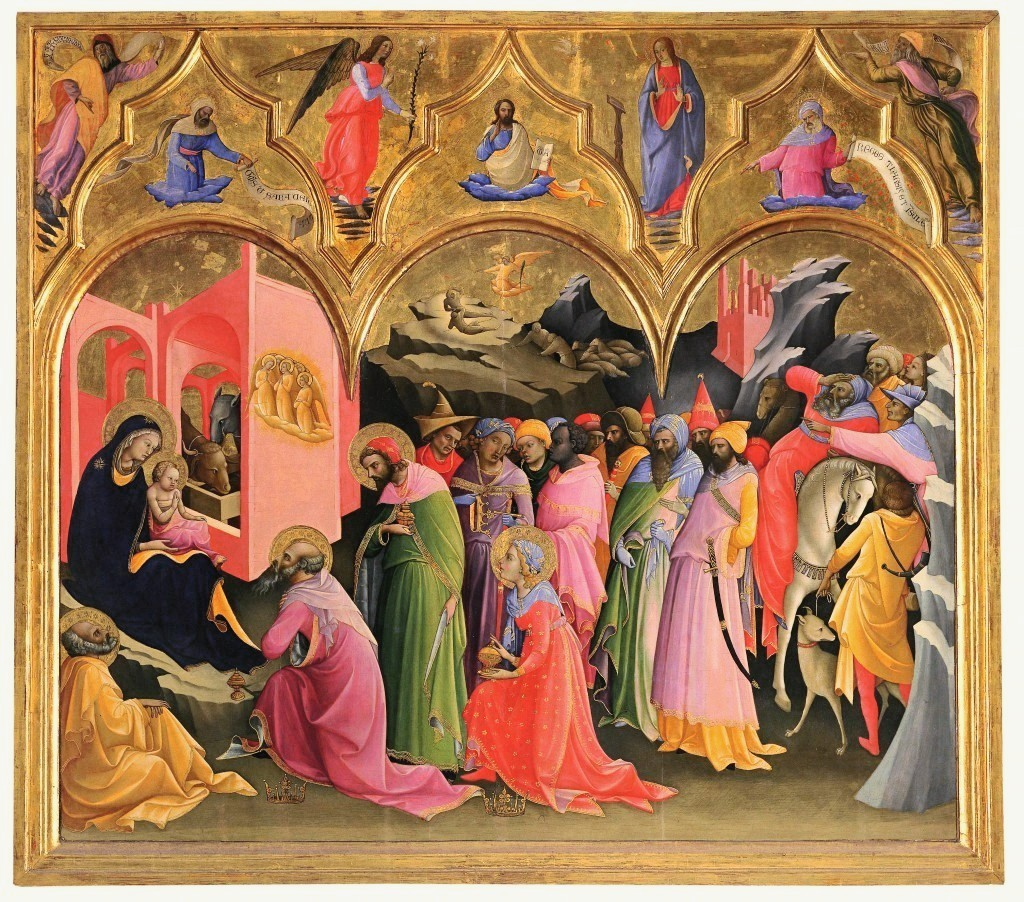
Pokłon Trzech Króli (1421–1422), Galeria Uffizi

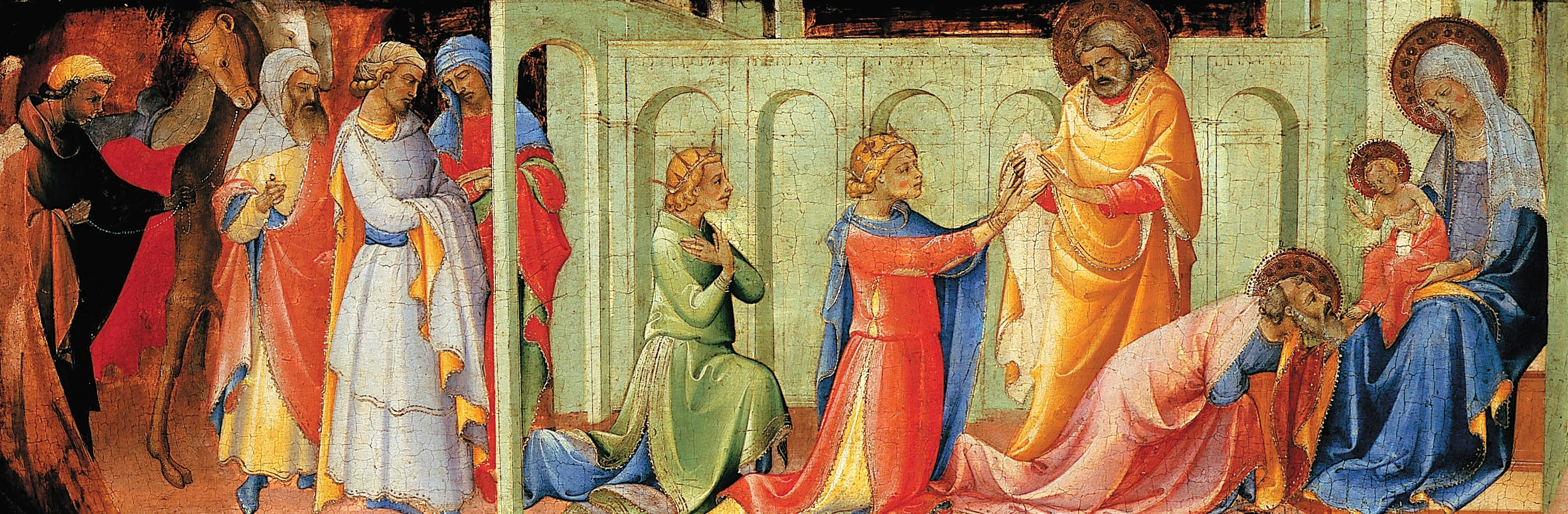
Pokłon Trzech Króli (1414), Galeria Malarstwa i Rzeźby Muzeum Narodowego w Poznaniu

Lorenzo Monaco, właśc. Piero di Giovanni (ur. 1370, zm. 1425 we Florencji) – włoski malarz, przedstawiciel szkoły florenckiej.
W wieku 21 lat wstąpił do zakonu kamedułów przy kościele Santa Maria degli Angeli we Florencji, ale wystąpił z niego przed złożeniem ślubów wieczystych. Z tego powodu jest znany jako Lorenzo Monaco, czyli dosłownie Laurenty Mnich. Jego twórczość ukazuje silne wpływy gotyku międzynarodowego oraz szkoły sieneńskiej.
Jego biografię zawarł Giorgio Vasari w swych Żywotach najsławniejszych malarzy, rzeźbiarzy i architektów.